# La Cumparsita

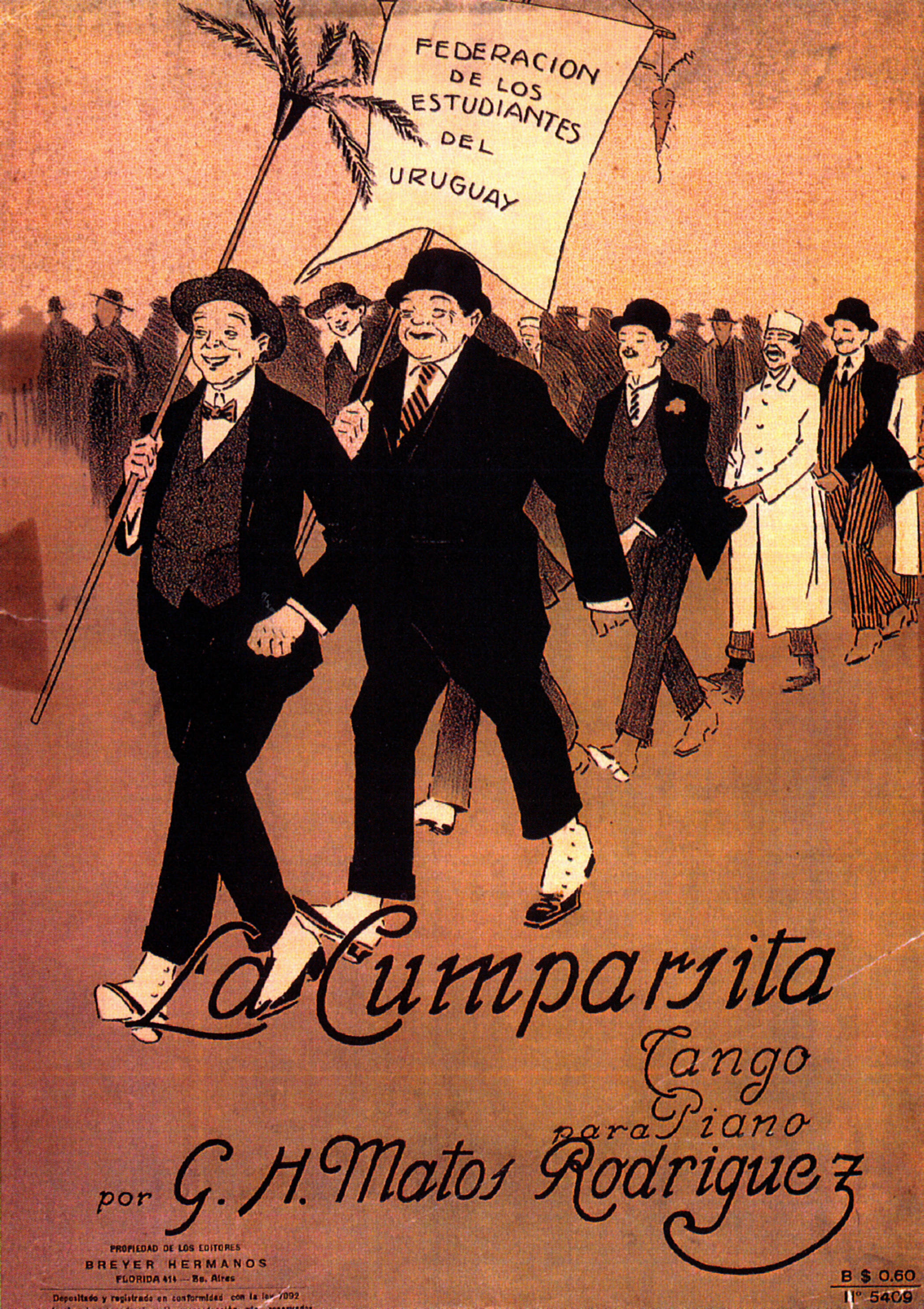
Das Titelblatt der ursprünglichen Partitur zeigt einen Umzug der Federación de los estudiantes del Uruguay, für die der ‘Marsch’ komponiert wurde.

La Cumparsita (spanisch für „kleiner Straßenumzug“) heißt das bekannteste Stück des uruguayischen Architekturstudenten und Komponisten Gerardo Hernán Matos „Becho“ Rodríguez (1897–1948). In der internationalen Tango-Szene wird La Cumparsita superlativisch «el tango de los tangos», „der Tango aller Tangos“, genannt.
Der melodische Anfang des Tangos La Cumparsita ist unverwechselbar. Vier Noten des ersten Taktes genügen:
Neben Ángel Villoldos „El Choclo“, Edgardo Donatos „A media luz“ und Sanders „Adiós muchachos“ ist La Cumparsita „der bekannteste, meistgespielte und weltweit meistverbreitete“ rioplatensische Tango.
Der jugendliche Uruguayer Gerardo Matos Rodríguez komponierte dieses Musikstück im Jahre 1917 zunächst als instrumentalen Karnevals-Marsch für einen studentischen Straßenumzug, für eine Murga.
Im gleichen Jahr arrangierte der argentinische Pianist und Orchesterleiter Roberto Firpo diese Komposition von Rodríguez und verlieh dem ursprünglichen Marsch einen Tango-Rhythmus. Dazu benutzte er ein Fragment aus einem seiner eigenen Werke, dem Tango La gaucha Manuela. Firpo führte sein Tango-Arrangement von La Cumparsita im Gran Café La Giralda (Montevideo) noch im gleichen Jahr erstmals in der Öffentlichkeit auf.
In den darauffolgenden Jahren wurden dem Tango La Cumparsita fünf verschiedene Liedtexte unterlegt. Nur zwei davon konnten sich durchsetzen:

Zum einen das musikalische Plagiat der Tangopoeten Pascual Contursi und Enrique Pedro Maroni unter dem neuen Titel „Si supieras“ aus dem Jahre 1924 und 
zum andern die anspruchsvolle, tragödienhafte Poesie, die der Komponist Gerardo Matos Rodríguez in Reaktion auf das Plagiat Si supieras im Jahre 1925 selber dichtete: „La Cumparsa De miserias sin fin Desfila“.
Die plagiierte Fassung von Contursi/Maroni aus dem Jahre 1924 wurde durch Carlos Gardel im Umweg über Paris und unter dem neuen Titel „Si supieras“ mit verändertem musikalischem Arrangement international bekanntgemacht. In diesen am Schluss schelmisch-pikaresken Versen drückt ein sitzengelassener Mann seine depressiven, nostalgischen Gefühle aus und beklagt einen allgemeinen Liebesverlust, und zwar nicht nur den der Partnerin:
V21 Y aquel perrito compañero

V22 Que por tu ausencia no comía,

V23 Al verme solo, el otro día

V24 También me dejó.
Und jenes Schoßhündchen,

Das wegen Deiner Abwesenheit nicht mehr fraß,

Als es mich neulich alleine vorfand,

Hat es mich ebenfalls verlassen.
Für die uruguayische Identität hat dieses Musikstück eine ganz besondere Bedeutung, denn dieses kleinere Nachbarland Argentiniens erhebt den Anspruch, in der Tango-Geschichte dem größeren Nachbarn Argentinien in nichts nachzustehen:

„Ob der erste Tango in Buenos Aires oder aber in Montevideo getanzt wurde, ist seit langem Gegenstand lokalpatriotischer Polemik, in welche einzustimmen nicht ratsam ist. Generell scheint der uruguayische Beitrag zu diesem Musikgenre weitaus bedeutender als bisher bekannt.“

So fühlen sich Uruguayer durch die Bezeichnung Tango Argentino gekränkt und sprechen stattdessen vom Tango Rioplatense, weil der Tango eben beiden Río-de-la-Plata-Staaten seine Entstehung verdankt. Es schmeichelt dem uruguayischen Nationalstolz, dass der Komponist des weltweit bekanntesten Tangos ein Montevideaner ist. So wurde im Jahre 1998 La Cumparsita per Gesetz zur Volks- und Kulturhymne, zum «Himno Popular y Cultural», der Republik Uruguay erhoben. Zur Hundertjahrfeier des „Tango de los tangos“ fanden 2017 in Uruguay das ganze Jahr über große Festivitäten statt.
Auf Milongas kommt der Cumparsita, dem „Tango aller Tangos“, eine rituelle Bedeutung zu. Traditionell wird La Cumparsita – in allen möglichen Arrangements – als letzter Tango aufgelegt und kündet somit das nahende Ende der Tango-Tanzveranstaltung an.

## Bedeutung des Titels „La Cumparsita“
Cumparsita ist das Diminutiv der Lunfardo–Cocoliche Vokabel cumparsa, der in der spanischen Hochsprache das Wort comparsa entspricht:

«(del italiano comparsa, deutsch Statist). Reunión de personas que van en grupo por la calle, para divertirse, por ejemplo en carnaval»

„(aus dem Italienischen). Personengruppe, die durch die Straßen zieht, um sich zu vergnügen, z. B. im Karneval.“

Im Karneval Montevideos haben solche cumparsitas, kleine Straßenumzüge, als Murga Tradition. Gerardo Matos Rodríguez komponierte den Tango auf einem Klavier im Haus der Federación de estudiantes del Uruguay. Das Titelbild der Original-Partitur zeigt einen solchen Straßenumzug der uruguayischen Studenten.

## Entstehungsgeschichte

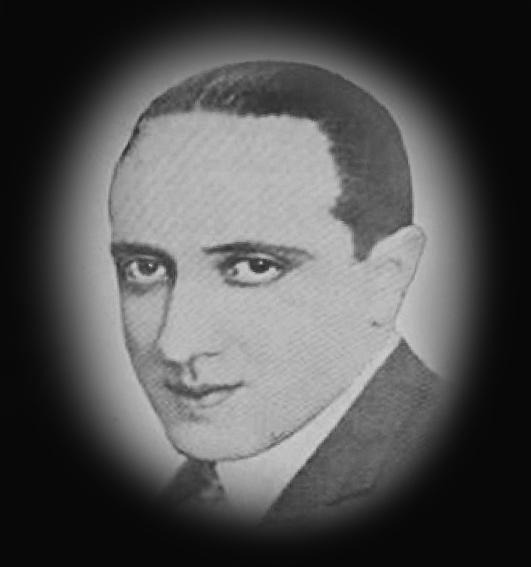
Gerardo Matos Rodriguez

Um die Entstehungsgeschichte dieses emblematischen Tangos kreisen unterschiedliche Versionen:

„Das Café ‚La Giralda‘ in Montevideo in Uruguay nimmt in der Tangogeschichte einen ganz besonderen Platz ein. Hier soll der damals 20-jährige Gerardo Matos Rodríguez im Jahre 1917 dem dort ebenfalls an diesem Nachmittag anwesenden argentinischen Tangomusiker Roberto Firpo ein Notenblatt übergeben haben, auf welchem er in einer kleinen, einfachen Eigenkomposition ohne seinen Namen darauf zu nennen, einen Tango mit Namen ‚La cumparsita‘ geschrieben hatte […] Am Nachmittag spielte Roberto Firpo den Tango ‚La Cumparsita‘, und der Tango wurde das erste Mal öffentlich aufgeführt […] Gerardo verkaufte die Rechte seiner Komposition für einen – damals ganz ordentlichen Betrag – von 30 Pesos und 50 gedruckten Kopien an den Verlag Breyer in Buenos Aires.“

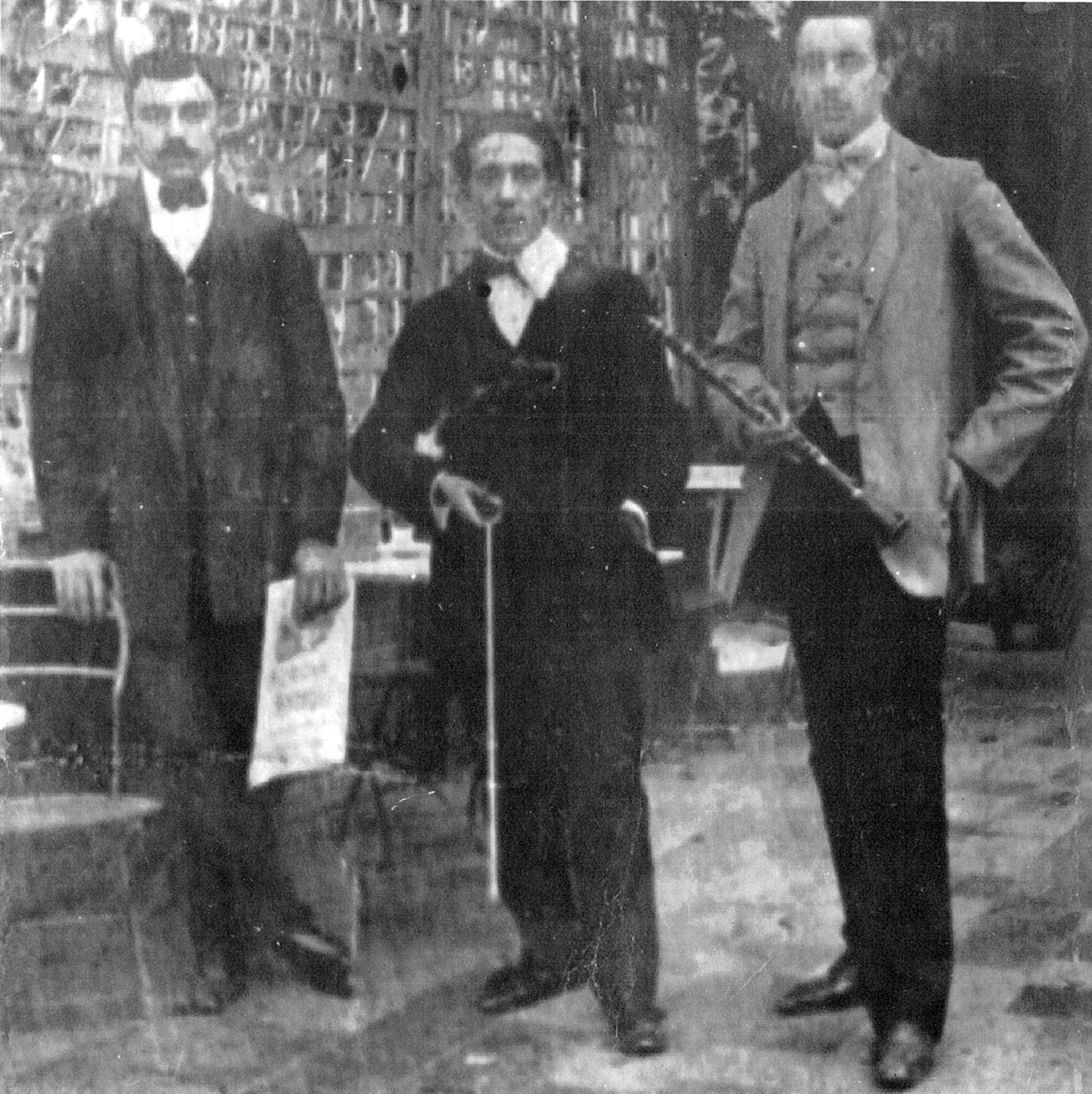
Trio Roberto Firpo, um 1916: Klavier, Geige, Klarinette

In einem Interview erzählt der uruguayische Tango-Musiker Miguel Villasboas die Version, die ihm sein Mentor und Freund Roberto Firpo höchstpersönlich zugetragen habe:

„Die wahre Geschichte von 'La Cumparsita' beginnt im März oder April des Jahres 1916. Roberto Firpo, der damals schon ein geachteter Komponist war, spielte gewöhnlich in der Konditorei 'La Giralda' … Der spanische Musikunternehmer Barca gab Firpo eine Partitur, die er von dem jungen Matos Rodríguez bekommen hatte. Nachdem Firpo sie gelesen hatte, sagte er:  'Aber das ist doch ein Marsch, für einen Tango viel zu lahm.' … Für den dritten Teil [des Arrangements] holte er sich Inspirationen aus dem Miserere der Oper Der Troubadour von Giuseppe Verdi … Derjenige, der La Cumparsita verriet, war Matos Rodríguez, als er es 1918 für 50 Pesos an den Verlag Breyer in Buenos Aires verkaufte. Er setzte diesen Betrag auf ein Pferd und verlor alles.“

Im „Magazin der Tango Argentino Szene in Wien“, Tango-Blog.at, schreibt Bernhard Siegl:

„Verbreitung fand ‚La Cumparsita‘ durch den Tangomusiker Roberto Firpo und dessen Orquesta Típica. Das von Rodríguez erstellte schriftliche Notenblatt war noch ziemlich elementar. Firpo beauftrage den Pianisten Carlos Warren “La Cumparsita” neu zu arrangieren. Laut Firpo selbst war “La Cumparsita” nur in seinem ersten Abschnitt harmonisch. Deshalb entlehnte er einen Auszug aus seinem Tango “La gaucha Manuela” und steckte ihn für das Trio-Drittel in eine Sequenz der Oper “Miserere” von Giuseppe Verdi.Somit vereint die heutige Version von “La Cumparsita” die Musik von Matos Rodríguez, Roberto Firpo und Guiseppe [sic!] Verdi.“

Ohne Erlaubnis des Komponisten unterlegten die Lyriker Enrique Pedro Maroni und Pascual Contursi dem Tango La Cumparsita einen Liedtext und gaben ihm den neuen Titel „Si supieras“ (Wenn Du wüsstest). Sie wandten sich an Carlos Gardel, der 1924 La Cumparsita unter dem neuen Titel Si supieras sang und in Paris berühmt machte.
Der Komponist Gerardo Matos Rodríguez, der dabei jeweils leer ausging, führte deswegen mehrere Urheberrechtsstreite, die zwanzig Jahre später, 1942, mit einem Kompromiss endeten.
Um 1925 brachte der Orchesterleiter Francisco Canaro La Cumparsita in der Instrumentalversion des Komponisten Gerardo Matos Rodríguez nach Paris. Sie wurde genauso wie die Gesangsversion Gardels Si supieras ein Welterfolg.

## Liedtexte und musikalische Arrangements
Dem ursprünglich als reine Instrumentalmusik komponierten Tango wurden mehrere Liedtexte unterlegt, wobei auch die Musik jeweils arrangiert wurde, um sie an die jeweiligen Verse anzupassen.
Zwei Textversionen konnten sich durchsetzen:
- Si supieras (La Cumparsita, 1924, Contursi/Maroni). Ohne Erlaubnis des Komponisten Rodríguez gaben die Tangopoeten Contursi und Maroni dem Tango La Cumparsita einen neuen Titel, benannten ihn um in Si supieras, was einen jahrzehntelangen gerichtlichen Streit um Autorenrechte zur Folge hatte.[34]
- La Cumparsita (1925, Gerardo Matos Rodríguez, 1925) – La Cumparsa De miserias sin fin Desfila, der vom Komponisten selber gedichtete Liedtext.

Drei weitere spanische Textversionen sind bekannt, von denen sich jedoch keine durchsetzen konnte:
- Allá viene alegre Y muy bullanguera La Cumparsita callejera (Alejandro Del Campo, 1926)
- Cumparsita, Emoción de la infancia (Augusto Mario Delfino)
- Me atormenta (Roberto Selles übersetzte den englischen Originaltitel The Masked One (Olga Paul) ins Spanische).[35]

### Si supieras (Contursi/Maroni, 1924)

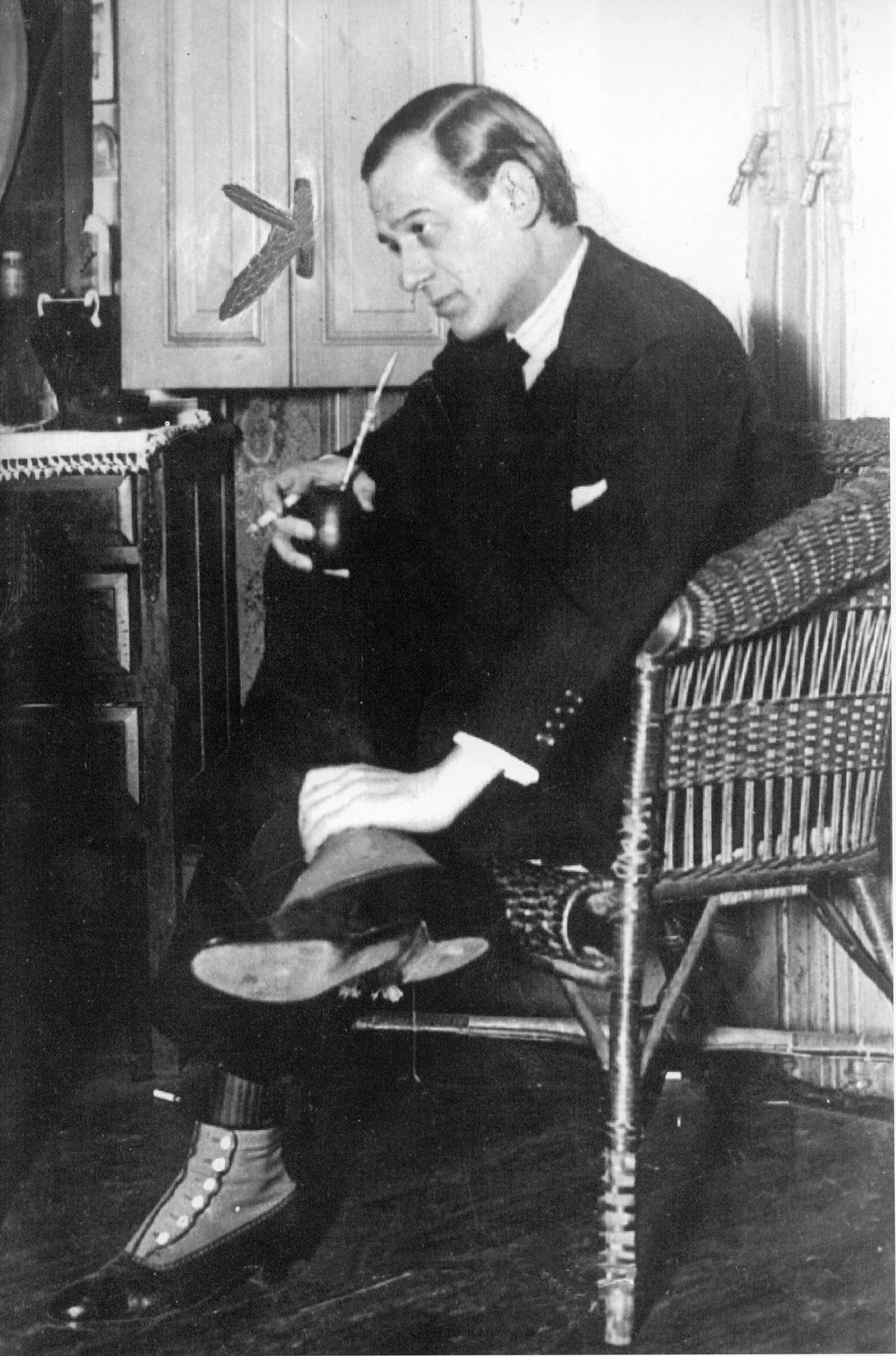
Der Tango-Lyriker Pascual Contursi

Der Liedtext Si supieras der Tangopoeten Pascual Contursi und Enrique P. Maroni trägt die pathetisch-nostalgische Klage eines sitzengelassenen Mannes vor:

„Das Gefühl des Alleingelassenseins überträgt sich auf alle Bereiche und beherrscht schließlich den gesamte Lebensvollzug.“

Der Sitzengelassene fragt sich, ob die Verflossene zu ihm zurückkäme, wenn sie wüsste, dass er sie immer noch liebt. Die Tangolyriker unterstreichen den Ausdruck der emotionalen Katastrophe des Verlassenseins, indem sie sich des Stilmittels der Apostrophe bedienen. Der depressive Verlassene spricht seine Ex in einem imaginären Appell direkt an: „Si supieras (wenn Du wüsstest)“:

„So sind die Tangotexte nicht von strahlenden Siegergestalten bevölkert, die ihre Eroberungen allmorgendlich im Notizbuch vermerken. Es stellen sich Verlierertypen vor … Findet die insgeheim beürchtete Trennung schließlich statt, so trauert man der Beziehung hinterher, die keine Fortsetzung finden kann, weil sich die Partnerin verweigert hat. (La cumparsita)“

In den Versen 21–24, in der Szene des das Fressen verweigernden Schoßhündchens, das den Protagonisten des Tangos ebenfalls verlässt, ziehen die Autoren das Register der Komik, der Selbstironie.
Diese Textfassung wurde 1924 von der berühmten Singdrossel („zorzal“) Carlos Gardel zur Gitarre gesungen. Die aufkeimende Schallplattenindustrie Odeon und RCA Victor trug dazu bei, dass diese Textversion sich weltweit verbreiten konnte.
V01 ¡Si supieras

V02 Que aún dentro de mi alma

V03 Conservo aquel cariño

V04 Que tuve para ti!

V05 ¡Quién sabe, si supieras

V06 Que nunca te he olvidado!

V07 Volviendo a tu pasado

V08Te acordarás de mí.

V09 Los amigos ya no vienen

V10 Ni siquiera a visitarme;

V11 Nadie quiere consolarme

V12 En mi aflicción

V13 Desde el día que te fuiste

V14 Siento angustias en mi pecho,

V15 ¡Decí, percanta, qué has hecho

V16 De mi pobre corazón!

V17 Al cotorro abandonado

V18 Ya ni el sol de la mañana

V19 Asoma por la ventana

V20 Como cuando estabas vos

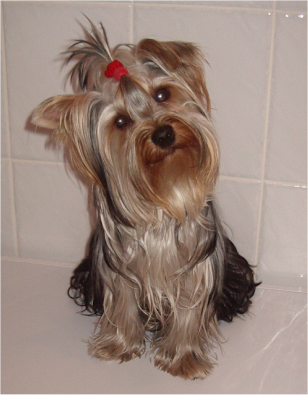
Verse 22 bis 24: «Y aquel perrito compañero / Que por tu ausencia no comía / Al verme solo, el otro día / También me dejó». Und jenes Schoßhündchen / Das wegen Deiner Abwesenheit nichts mehr fraß / Als es mich neulich alleine vorfand / Hat es mich ebenfalls verlassen.

V21 Y aquel perrito compañero

V22 Que por tu ausencia no comía,

V23 Al verme solo, el otro día

V24 También me dejó.

V25 ¡Si supieras

V26 Que aún dentro de mi alma

V27 Conservo aquel cariño

V28 Que tuve para ti!

V29 ¡Quién sabe, si supieras

V30 Que nunca te he olvidado!

V31 Volviendo a tu pasado

V32 Te acordarás de mí.
Wenn Du wüsstest

Dass ich in meiner Seele immer noch

Jene Liebe bewahre

Die ich für Dich empfunden habe

Wer weiß, wenn Du wüsstest

Dass ich Dich niemals vergessen habe.

Wenn Du in Deine Vergangenheit zurückreist

Wirst Du Dich an mich erinnern.

Die Freunde kommen schon nicht mehr

Um mich zu besuchen;

Niemand will mich trösten

In meinem Kummer

Seit dem Tag an dem Du fortgegangen bist

Fühle ich Beklemmungen in meiner Brust,

Sage, Frau, was hast Du

Mit meinem armen Herz gemacht?

Zu dem verlassenen Zimmer

Kommt nicht einmal mehr die Morgensonne

Durch das Fenster

So wie als Du noch da warst.

Und jenes Schoßhündchen,

Das wegen Deiner Abwesenheit nichts mehr fraß,

Als es mich neulich alleine vorfand,

Hat es mich ebenfalls verlassen.

Wenn Du wüsstest

Dass ich in meiner Seele immer noch

Jene Liebe bewahre

Die ich für Dich empfunden habe

Wer weiß, wenn Du wüsstest

Dass ich Dich niemals vergessen habe.

Wenn Du in Deine Vergangenheit zurückreist

Wirst Du Dich an mich erinnern.
Zur geringen Qualität dieses Liedtexte äußerte sich Ricardo Ostuni, Mitglied der Academia Nacional del Tango de la República Argentina, in einem Artikel wie folgt:

«A sido una constante, al menos hasta los años cuarenta, que las letras adosadas a los tangos fueron muy inferiores a la calidad de la música … En el caso de La Cumparsita, bien podemos afirmar que, felizmente, ha perdurado a pesar de sus letras.»

„Es war eine Konstante, zumindest bis in 40er Jahre, dass die Tangotexte von viel schlechterer Qualität waren als die der Musik. Im Falle der Cumparsita können wir glücklicherweise feststellen, dass sie trotz ihrer Texte überdauert hat.“

### La cumparsa De miserias sin fin (Rodríguez, 1925)
Der anspruchsvolle Liedtext des Komponisten Rodríguez, La Cumparsita schlechthin, erzählt eine tragische Begebenheit: Ein Straßenumzug kreist um die Lagerstätte eines Sterbenden, der schluchzend daliegt, denn er ist sich einer großen Schuld bewusst. Im Winter hat er sein krankes, „heiliges, altes“ Mütterchen (Vers 27: «su viejita santa») wegen eines Flittchens im Stich gelassen, und die Mutter ist schließlich wegen der Kälte gestorben:

„Eine der für den Tango typischen Oppositionen ist die zwischen der bösen untreuen Frau und der ‘heiligen’ Mutter (santa viejita) …“

Hier der Liedtext, wie ihn Alberto Gómez im Jahre 1931, begleitet vom Orquesta típica Victor, singt:
V01 La cumparsa

V02 De miserias sin fin

V03 Desfila

V04 En torno de aquel ser

V05 Enfermo

V06 Que pronto ha de morir

V07 De pena.

V08 Por eso es que en su lecho

V09 Solloza acongojado

V10 Recordando el pasado

V11 Que lo hace padecer.

V12 Abandonó a su viejita

V13 Que quedó desamparada,

V14 Y loco de pasión

V15 Ciego de amor

V16Corrió tras de su amada,

V17 Que era linda, era hechicera

V18 De lujuria era una flor,

V19 Que burló su querer

V20 Hasta que se cansó

V21 Y por otro lo dejó

V22 Largo tiempo después

V23 Cayó al hogar materno,

V24 Para poder curar su enfermo

V25 Y herido corazón

V26 Y supo

V27 Que su viejita santa,

V28 La que él había dejado

V29 El invierno pasado

V30 De frío se murió

V31 Hoy ya solo, abandonado

V32 A lo triste de su suerte,

V33 Ansioso espera a la muerte

V34 Que bien pronto ha de llegar,

V35 Y entre la triste frialdad

V36 Que lenta invade el corazón,

V37 Sintió la cruda sensación

V38 De su maldad

…

(V38a) Entre sombras

(V38b) Se le oye respirar

(V38c) Sufriente

(V38d) Al que antes de morir

(V38e) Sonrie

(38f) Porque una dulce paz

(38g) Le llega

V39 Sintió que desde el cielo

V40 La madrecita buena,

V41 Mitigando sus penas

V42 Sus culpas perdonó!
Der Straßenumzug

Von endlosem Elend

Kreist

Im jenen Menschen

Der krank ist

Und bald sterben muss

Vor Leid.

In seinem Bett

Schluchzt er bekümmert

Erinnert sich an seine Vergangenheit

Was ihn leiden lässt.

Er hat seine alte Mutter im Stich gelassen,

Die fassungslos zurückblieb

Und verrückt vor Leidenschaft

Blind vor Liebe

Lief er seiner Geliebten nach

Die hübsch und betörend war

Eine Blüte der Wollust

Die seine Liebe hinterging

Bis sie es satt war

Und ihn für anderen verließ.

Viel später danach

Kam er zum mütterlichen Herd zurück

Um sein krankes

Und verletztes Herz zu heilen

Und erfuhr

Dass sein altes heiliges Mütterchen

Das er im Stich gelassen hatte

Im vergangenen Winter

Vor Kälte verstorben war.

Heute, allein, seinem

Traurigen Schicksal ergeben

Erwartet er sehnsüchtig den Tod

Der bald kommen wird

Und während traurige Todeskälte

Langsam von seinem Herzen Besitz ergreift

Fühlte er in voller Härte

Seine Schlechtigkeit.

In der Dunkelheit

Hört man ihn atmen

Leidend

Bevor er stirbt

Lächelt er dem Tod zu

Damit er einen süßen Frieden

finde

Er fühlte, dass vom Himmel her

Das gute Mütterchen

Sein Leid linderte

Indem sie ihm seine Schuld vergab.
Während Contursi/Maroni in ihrem Text Si supieras in der „Schoßhündchen-Szene“ (Versen 21–24) das Stilmittel der Komik anwenden, melodramatisiert Rodríguez seinem Liedtext. Er greift das Bild der Cumparsa, der ursprünglichen Cumparsita, eines Straßenumzugs wieder auf. La Cumparsita, der kleine Kapellen-Umzug wird hier zum Symbol für die sisyphoshafte Aussichtslosigkeit alles menschlichen Strebens steht: der Umzug kreist um einen Sterbenden( Vers 01–07). In der Textversion von Rodríguez beginnt der Tango mit dem Lebensende (Vers 06) «Que pronto ha de morir», «der bald sterben muss». Die argentinische Psychoanalytikerin Diana Braceras schreibt dazu in ihrem Essai: Die Tragik in ‘La Cumparsita’. Über Tango und Pessimismus:

«La tragedia tiene un sello común con la melancolía: la culpa, el detrimento físico y la desesperanza. El héroe trágico no lucha contra la muerte, se la entrega mansamente, la apura, ‘ansioso espera la muerte’ (V33), le ‘sonrie’ (V38e), pretende con ella encontrar ‘una dulce paz’ (V38f) … Algo de de lo sagrado roza al hombre que soporta el contacto con lo trágico. La interpretación del tango lo transmite en su música, en sus letras, en su baile.»

„Die Tragödie hat einiges mt der Melancholie gemein: Schuld, körperlichen Niedergang und Hoffnungslosigkeit. Der tragische Held kämpft nicht gegen den Tod. Er ruft ihn gefügig herbei, beschleunigt sein Eintreten. „Erwartet er sehnsüchtig den Tod“ (Vers 33), „Lächelt er dem Tod zu“ (Vers 38e). Er gibt vor, in ihm einen süßen Frieden zu finden. Er wünscht ihn sich … Etwas Heiliges streift den Menschen, der den Kontakt mit dem Tragischen erträgt. Der Tango lässt dies in seiner Musik, in seinen Texten und in seinem Tanz mitschwingen.“

Diese Symbolik des sicheren Endes («la certeza del fin») erklärt, warum La Cumparsita als letztes Stück auf Milongas gespielt wird:

«En nuestras milongas, aún hoy, La Cumparsita tiene el indiscutido privilegio de anunciar el final … El tango es amargo como nuestro Mate.»

„Auch heute noch genießt La Cumparsita in unseren Milongas das unbestrittene Privileg, das Ende azukündigen … Der Tango ist bitter wie unser Mate.“

## Funktion auf Milongas
La Cumparsita, weltweit superlativisch als « El tango de los tangos », Tango aller Tangos, etikettiert, hat mit seinen vielen musikalischen Arrangements einen festen Platz auf den meisten Milongas.
Dieses Musikstück wird nämlich auf Tango-Tanzveranstaltungen traditionell als Letztes gespielt, um den Tangotänzern anzuzeigen, dass die Veranstaltung ihrem Ende entgegengeht:

« La Cumparsita, ce morceau, dans les bals, encore aujourd'hui, est souvent le dernier, celui qui annonce la fin du rituel. »

„La Cumparsita, dieses Musikstück ist auch heutzutage auf Bällen oft das zuletzt gespielte, welches das Ende des Rituals ankündigt.“

## Fremdsprachige Liedtexte
- deutsch: Die italienische Sängerin Milva singt La Cumparsita mit deutschem Text: Lass mich frei![53]
- italienisch: Milva singt einen italienischen Text zu La Cumparsita: Questo tango (suona sempre)....[54]
- französisch: Line Renaud singt einen französischen Text zu La Cumparsita: La cumparsita. Tout doucement, dans la nuit sombre rasant les murs se glisse une ombre...[55]
- polnisch: Janusz Poplawski singt einen polnischenText: La Cumparsita. Dźwięczą rzewne struny gitar...[56]

## Rhythmische Transpositionen
Die Version Si supieras des Tangos La Cumparsita wurde auch in andere Rhythmen transponiert:
- in den romantischen Bolero-Stil[57]
- in den Salsa-Stil[58]
- in den Cha-Cha-Cha-Stil[59][60]

### Auf Deutsch
- Raimund Allebrand: Tango: Nostalgie und Abschied. Psychologie des Tango Argentino, 2. Auflage Horlemann Verlag Bad Honnef 1999, ISBN 3-89502-088-5.
- Peter Echevers H.: Tango komplex. Auf dem Weg ins Innere des Tango. CreateSpace Independent Publishing Platform 2012, ISBN 978-1-5147-3761-3, eingeschränkte Vorschau in der Google-Buchsuche.
- Daniel A. Kempken: Schlaglichter Uruguay, Books on Demand 2013, ISBN 978-3-8482-6314-1, eingeschränkte Vorschau in der Google-Buchsuche.
- Egon Ludwig: Tango Lexikon. Der Tango ríoplatense[61] – Fakten und Figuren des berühmten lateinamerikanischen Tanzes. Schwarzkopf & Schwarzkopf Verlag Berlin 2002, ISBN 978-3-89602-294-3.
- Karen Saban: Maestro Villasboas. Ein verlorenes Bindeglied des Tango. Interview in Tangodanza. Zeitschrift für Tango argentino, 4/2011, S. 9/10: Música – Maestro Villasboas. Den berühmten Pianisten hat Karen Saban in Montevideo besucht.
- Sabine Zubarik (Herausgeberin): Tango Argentino in der Literatur(wissenschaft). Verlag Frank & Timme, Berlin 2014, ISBN 978-3-7329-0001-5, eingeschränkte Vorschau in der Google-Buchsuche

### Auf Französisch
- Remi Hess: Le tango (Que sais-je? n° 3100), 2. verbesserte Auflage, Presses Universitaires de France, 1999, S. 67, ISBN 978-2-13-047571-2.

### Auf Spanisch
- Alberto Domingo Alonso: La cumparsita, historia del famoso tango y de su autor. Verlag Mosca, Montevideo 1966.
- Juan Montero Aroca: La cumparsita: vida y derecho en el tango más universal. Verlag Tirant, Valencia 2014, ISBN 978-84-15731-63-4.
- Héctor Ángel Benedetti: Las mejores letras de tango. Antología de doscientas cincuenta letras de tango, cada una con su historia. Verlag Planeta, Madrid 2012, ISBN 978-987-580-514-9. – Historisch kommentierte Sammlung von 250 Tangotexten.
- Diana Braceras: La Cumparsita Trágica. Ensayo sobre el Tango y el Pesimismo. (Psychoanalytische Interpretation des Liedtextes La cumparsa De Miserias sin fin Desfila): Volltext des Essais auf Spanisch.
- Rosario Infantozzi Durán: De Matos Rodríguez, La cumparsita. Verlag Doble Clic Editoras, Montevideo 2004, ISBN 978-9974-670-29-7.
- Francisco García Jiménez: Así nacieron los tangos. – Comentarios de Pedro Ochoa. Verlag Corregidor, Buenos Aires 2018, ISBN 978-950-05-3160-3.
- Alberto Magnone Ibarburu: La Cumparsita. El Tango Universal. Verlag Palabrasanta (Uruguay) 2017, ISBN 978-9974-8474-9-1.
- Oscar del Priore und Irene Amuchástegui: Cien tangos fundamentales. 2. Auflage, Verlag Aguilar, Buenos Aires 2008, ISBN 978-987-04-1123-9, S. 68–71, eingeschränkte Vorschau in der Google-Buchsuche.

### Partituren
- Sheet Music: La Cumparsita (Version Gerardo Matos Rodríguez), arrangiert und gespielt von Alejandro Cremaschi.
- Partitura – (Version Pascual Contursi: „Si supieras“), Partitur auf todotango.com

### Musikwissenschaftliches
- Estilos de tango – Tangostile – Am Klavier erläutert der argentinische Pianist und Musikologe Mario Marzán sehr anschaulich die Entstehung und Evolution der Tango-Rhythmen.

### Tanzbeispiele
- Juan Martin Carrara und Stefania Colina – tanzen zu La Cumparsita (Rodríguez) Video auf YouTube – Arrangiert und gespielt von Tango Harmony im Donau Palast (Budapest), 2012.
- Amy Teuchert und Jairo Sanchez Rivera tanzen zu La Cumparsita (Rodríguez) Video auf YouTube – begleitet vom Orquesta típica ConTangoOz.
- Graciela & Osvaldo tanzen zu La Cumparsita (Rodríguez) Video auf YouTube – im Canyengue–Stil.

### Hörbeispiele

#### Si supieras(Contursi/Maroni)

##### Instrumentalmusik

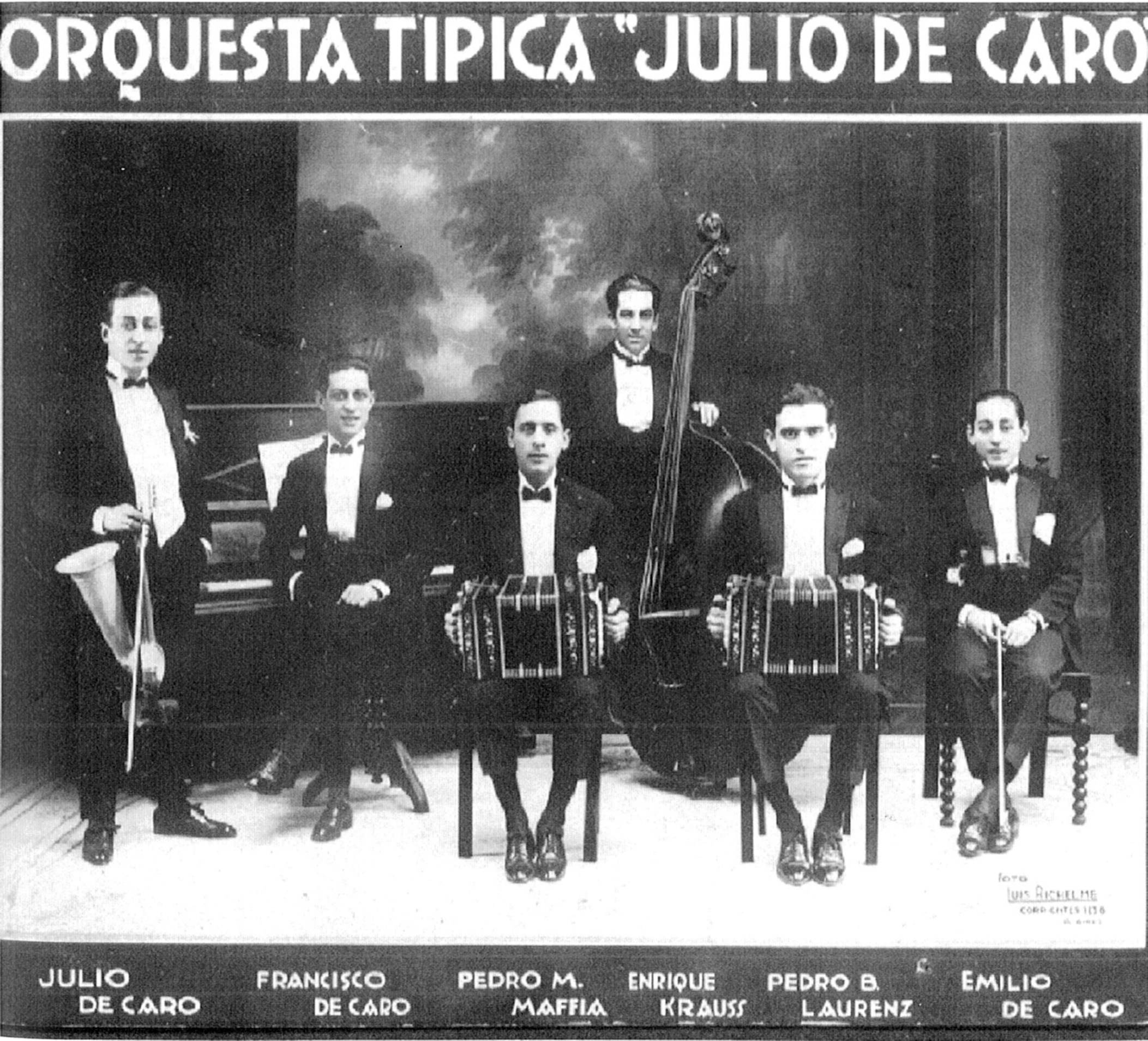
Orquesta típica Julio de Caro, 1920. Tango-Sextett: 1 Strohgeige, 1 Klavier, 2 Bandoneons, 1 Kontrabass, 1 Geige

- Alfredo de Ángelis, 1944 – Alfredo de Ángelis, ODEON 13831 3775-A

##### Vokalmusik
- Carlos Gardel: Si supieras (La Cumparsita), 1924 auf YouTube – Liedtext von Contursi/Maroni – remastered.
- Hugo del Carril: Si supieras (La Cumparsita), 1950 auf YouTube – Liedtext von Contursi/Maroni. Orchester Atilio Bruni mit dem Sänger Hugo del Carril.

#### La cumparsa De miserias sin fin(Rodríguez)

##### Instrumentalmusik
- La Cumparsita – Quartett Roberto Firpo, 1917, Erste Schallplattenaufnahme der Cumparsita; Quartett Roberto Firpo: Klavier, Geige, Bandoneon, Klarinette – auf YouTube.
- Cuarteto Alonso Minotto, 1917 – Strohgeige dominiert aus aufnahmetechnischen Gründen.
- Francisco Canaro, 1924
- Julio De Caro y su Orquesta Típica, 1930
- Orquesta típica Victor, um 1931
- Juan D’Arienzo, 1961 – Kult-Video

##### Vokalmusik
- La Cumparsita, Alberto Gómez, 1931 – Es singt Alberto Gómez, begleitet vom Orquesta Típica Victor.
- La cumparsita, Ángel Vargas, 1925 – Ángel Vargas singt die erste Strophe, begleitet vom Orquesta típica Angel D’Agostino.
- La Cumparsita, Tito Schipa, 1930 Video auf YouTube – es singt der italienische Tenor Tito Schipa, begleitet vom Orquesta típica Victor.
- La Cumparsita, Roberto Díaz, 1931 Video auf YouTube – es singt Roberto Díaz, begleitet vom Orquesta típica Los Provincianos
- La Cumparsita, Nestor Nodi, 1944 – Sprechgesang, Alfredo De Angelis y su orquesta típica.

### Schallplatten-Label
- La Cumparcita (sic!) Disco Rob. Firpo, ODEON 483 B, (Rechtschreibfehler: Cumparcita mit C geschrieben statt mit S) – aufgenommen im Studio Max Glückmann.
- Odeon 19038 A – Carlos Gardel: La Cumparsita, 1924.
- 78 RPM record,Odeon OT 117 – Francisco Canaro, La Cumparsita, 1924.

### La Cumparsitavor Gericht – Urheberrechtsstreit
- Juan Montero Aroca: La Cumparsita: a source of lawsuits (La Cumparsita: una fuente de pleitos). In: Ius et Veritas, Núm. 53 (2016); 268–287. Contursi y Maroni vs. Matos Rodríguez – downloadbares PDF.
- Juan Montero Aroca: La cumparsita: vida y derecho en el tango más universal. Verlag Tirant, Valencia 2014, ISBN 978-84-15731-63-4.
- Juan Montero Aroca, Juan Luis Gómez Colomer, Silvia Barona Vilar, María Pía Calderón Cuadrado: El derecho procesal español del siglo XX a golpe de tango. Verlag Tirant lo Blanch, Valencia 2012, ISBN 978-84-9004-850-4.